# Prunksaal der Österreichischen Nationalbibliothek

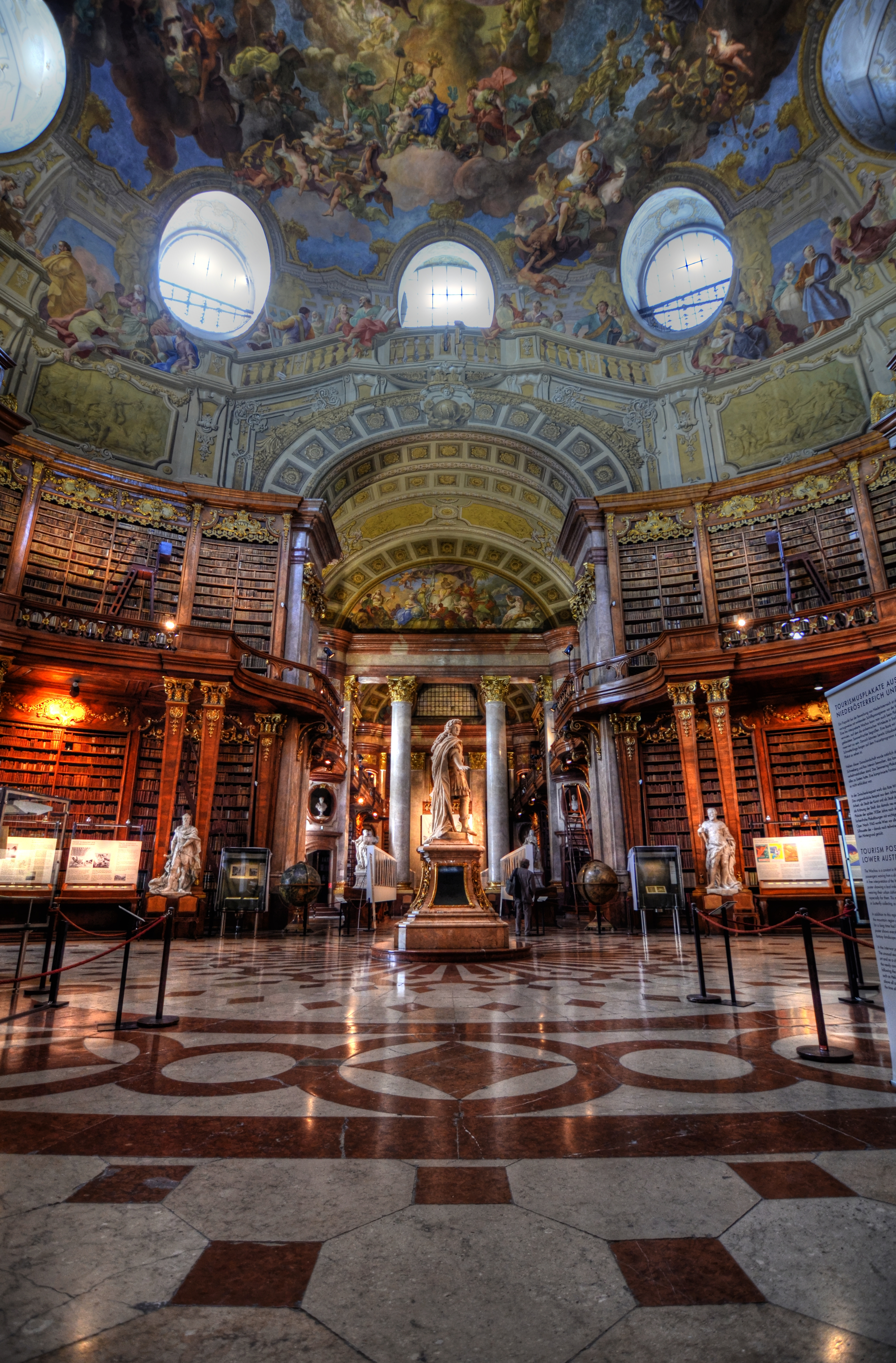
Der Prunksaal

Der barocke Prunksaal der Österreichischen Nationalbibliothek in der Wiener Hofburg beheimatete die Hofbibliothek und zählt zu den „schönsten historischen Bibliothekssälen der Welt“.

## Geschichte und Architektur
Die Bücher der Hofbibliothek wurden ab 1578 im Minoritenkloster Wien, von 1623 bis 1630 in der Hofburg am heutigen Reichskanzleitrakt sowie im Harrachschen Haus gelagert. Leopold I. ließ ab 1681 einen Bibliotheksbau errichten, der jedoch vor der Vollendung während der Zweiten Türkenbelagerung zerstört wurde. Schließlich gab Karl VI. den Auftrag zu einem Bibliotheksbau, der von 1723 bis 1726 durch Johann Bernhard Fischer von Erlach begonnen und nach dessen Tod durch seinen Sohn Joseph Emanuel fertiggestellt wurde. Der Prunksaal ist Teil dieses Baus.
Der Trakt war ursprünglich freistehend, heutzutage verbindet er Reitschultrakt und Augustinertrakt, die beide in der heutigen Form aus den 1760ern stammen. Der Baukörper hat an beiden Seiten einen hervorspringenden Mittelrisaliten, der in der Dachzone zum Quertrakt wird, wodurch ein Ensemble von Mansarddächern entsteht. Auch den flachen Seitenrisaliten sind Mansarddach-Aufsätze vorgeblendet. Oberhalb der geböschten Sockelzone ist die Fassade durch ionische Riesenpilaster gegliedert, die am Risaliten gedoppelt sind.
Die Skulpturen auf dem Gebäude stammen von Lorenzo Mattielli. Oberhalb des Mittelrisaliten befindet sich eine Allegorie von Minerva auf einer Quadriga, die über Neid und Unwissenheit triumphiert. An den Seitentrakten sind zwei Globen zu sehen, einem von Atlas getragenen Himmelsglobus und einem von einer (die Erde symbolisierenden) weiblichen Figur flankierten Erdglobus, beide von mathematischen und astronomischen Gerätschaften umgeben und von Allegorien wissenschaftlicher Tätigkeiten flankiert. Bereits im Jahr 1740 zeigte die Kuppel Risse, daher ließ sie der Hofarchitekt Nikolaus Pacassi 1767 mit einem Eisenring verstärken und zwei Stützpfeiler einziehen.
Der Prunksaal misst 77,7 Meter in der Länge, 14,2 Meter in der Breite und 19,6 Meter in der Höhe. Die Kuppel weist einen ovalen Grundriss von 18 × 29,2 Metern auf und ist 29,2 Meter hoch. Der Prunksaal ist durch Kuppelraum und zwei Seitenflügel dreigeteilt. Die Säulenpaare, die die Säulen des Herkules darstellen, teilen die Flügel und thematisieren spanische Machtansprüche sowie die Constantia et Fortitudine, den Wahlspruch von Karl VI.

### Fresken

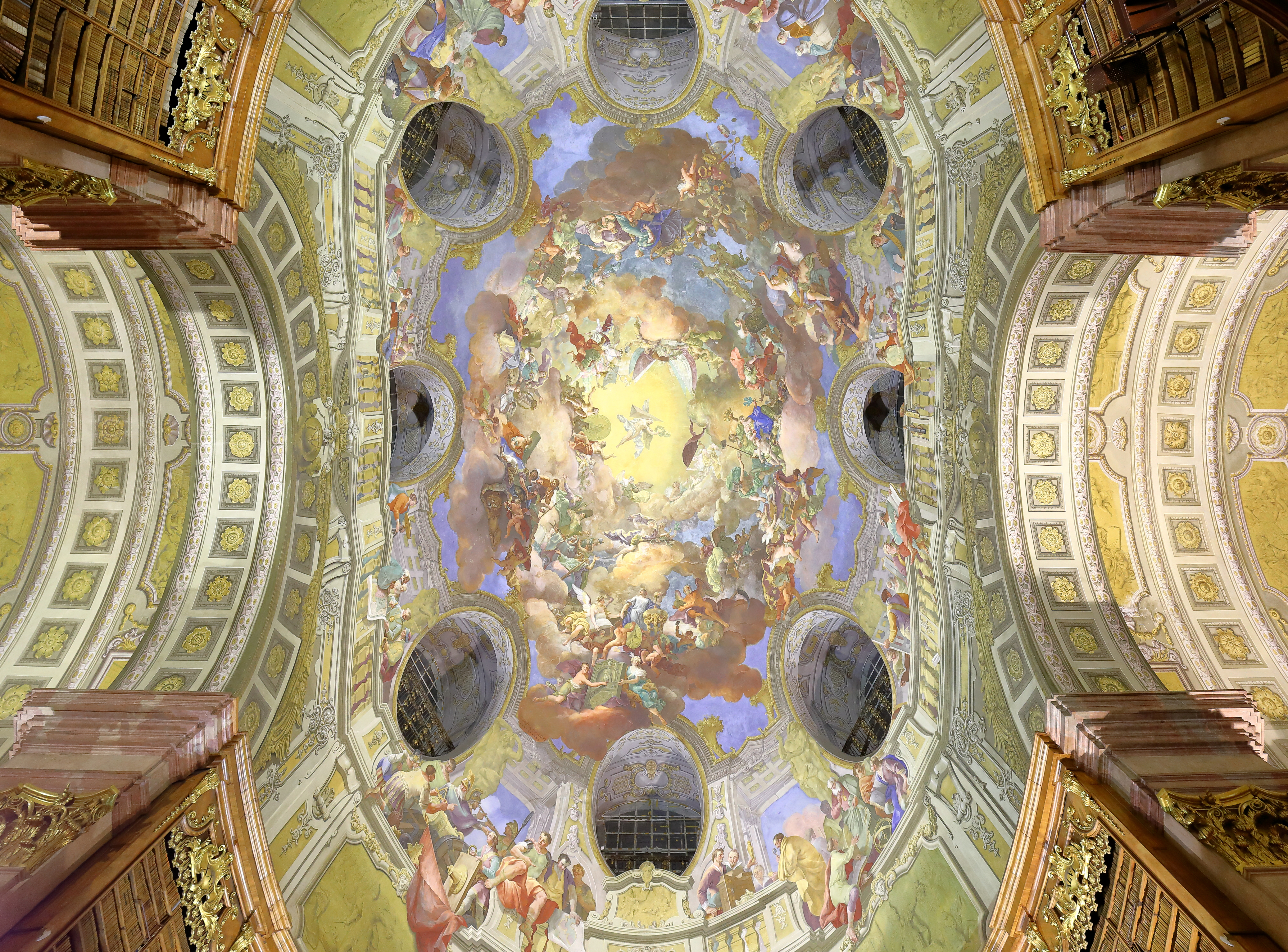
Kuppelfresko von Daniel Gran

In den Deckenfresken des Prunksaals spiegelt sich u. a. wider, dass die Bücher thematisch aufgeteilt wurden nach dem Kriterium, ob sie dem Themenkreis des Kriegs (Bereich am Eingang, nahe dem Augustinerlesesaal) oder jenem des Friedens (Bereich an den Redoutensälen) zuzuordnen sind. Die Fresken stammen von Daniel Gran und wurden von 1726 bis 1730 gemalt. Das Fresko in der Mittelkuppel stellt die Apotheose Karls VI. dar, dessen Bild von Herkules und Apoll gehalten wird. Um das Bild des Kaisers sind in einem komplizierten Programm allerlei allegorische Figuren versammelt, die die Tugenden der Habsburger und den Reichtum ihrer Länder symbolisieren sollen. Das Herrschaftsprogramm schuf der Hofgelehrte Conrad Adolph von Albrecht. Ferner zeigen die Fresken die allegorische Geschichte der Erbauung der Hofbibliothek. Das Deckenfresko von Gran wurde von Franz Anton Maulbertsch restauriert.

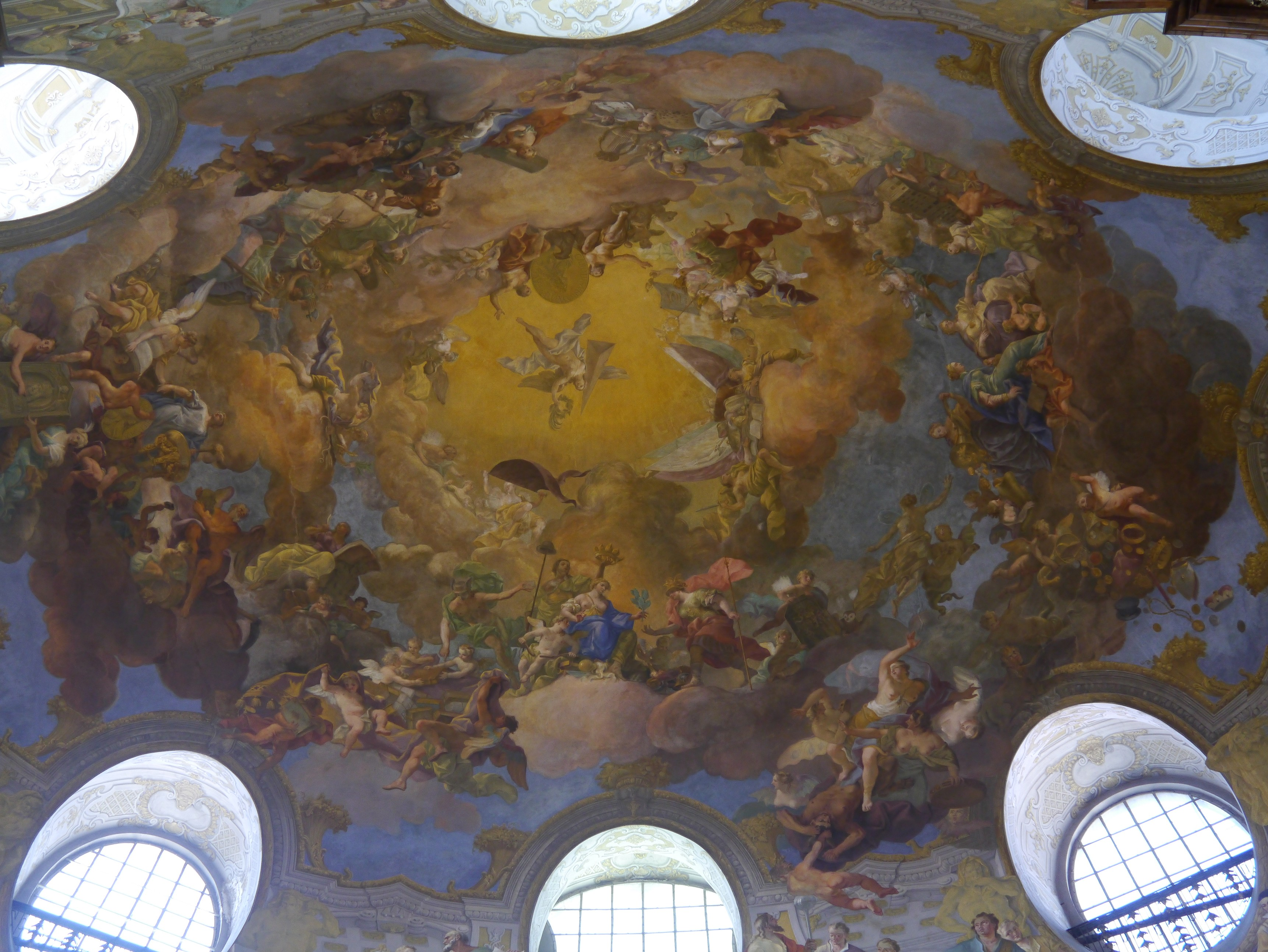
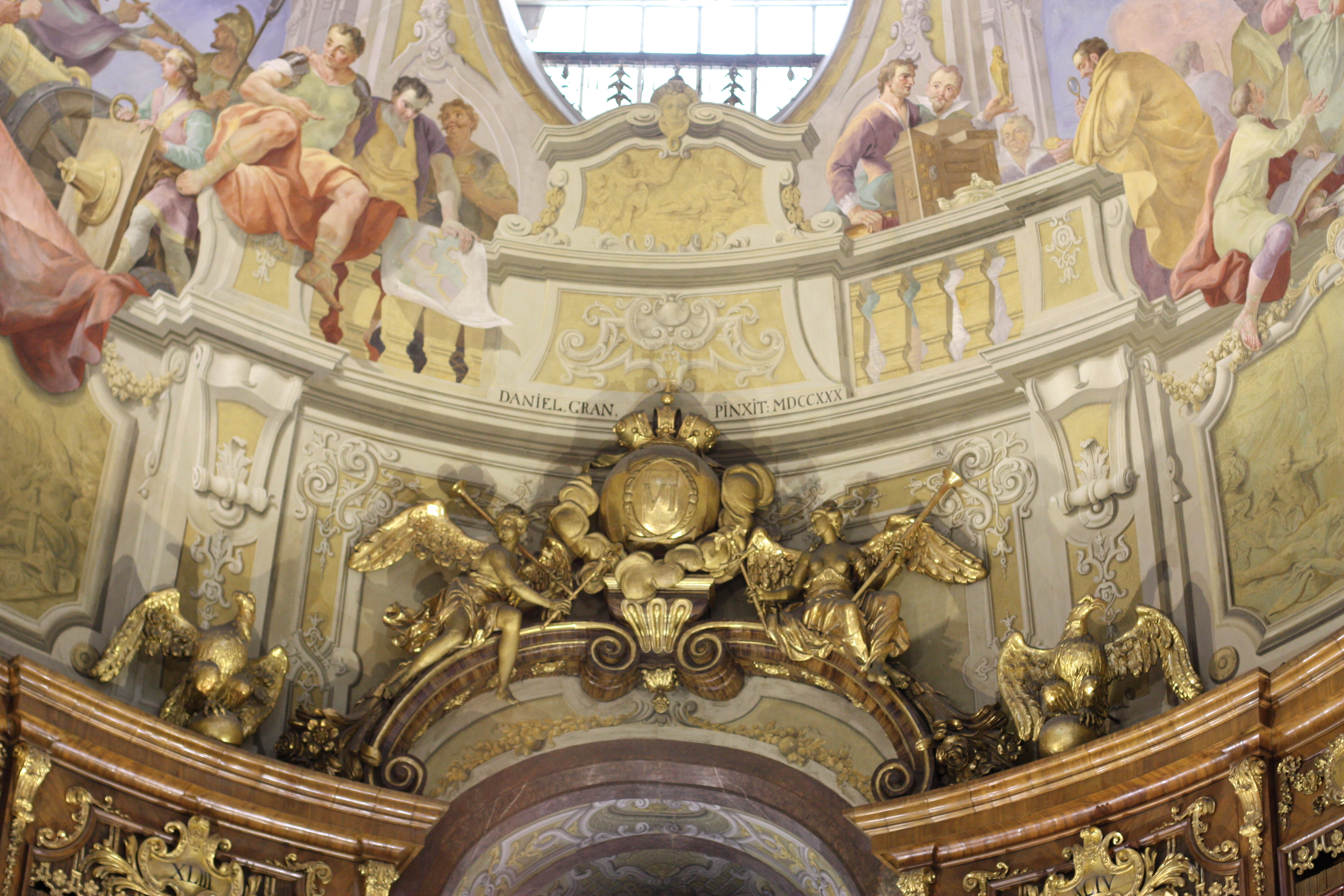
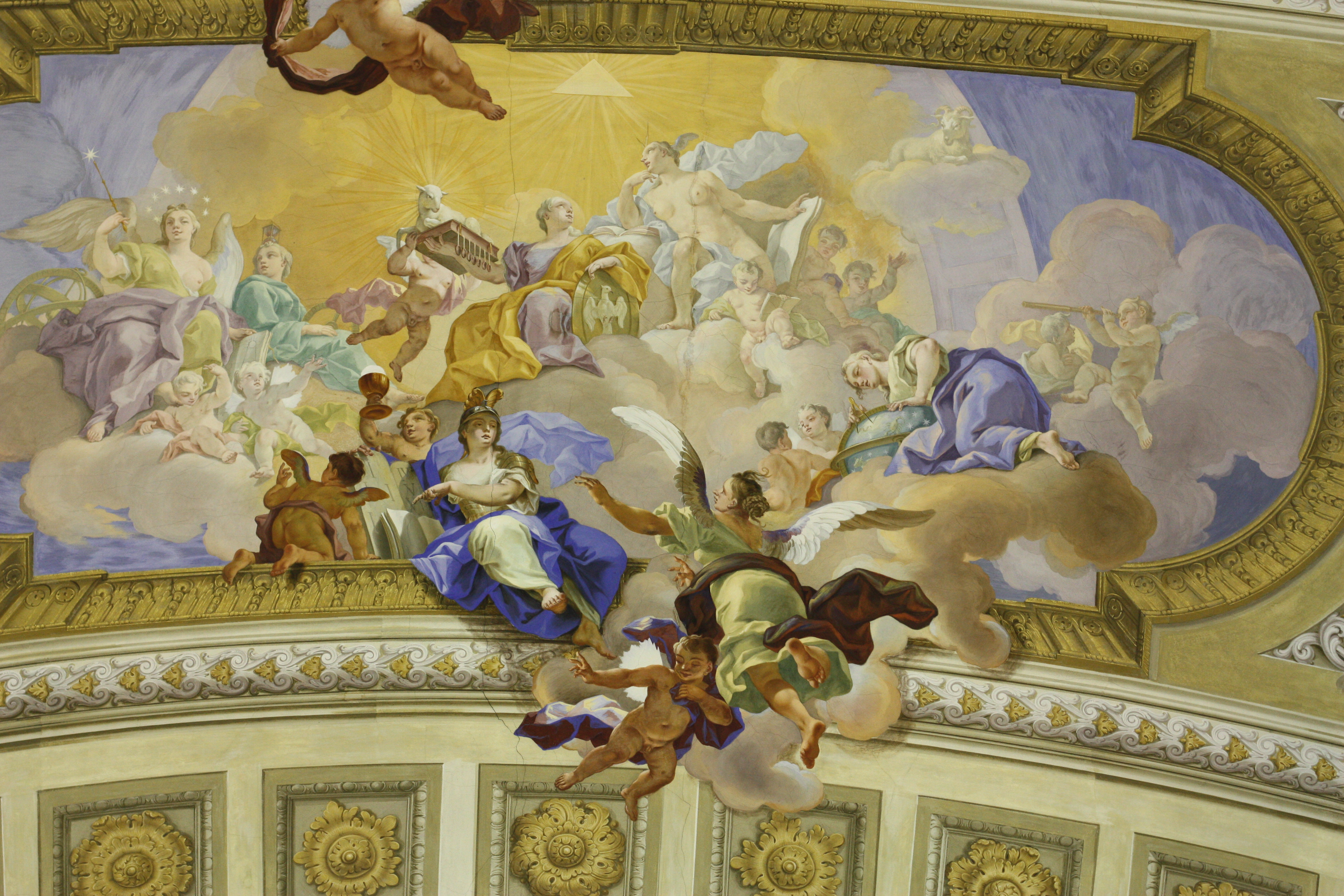
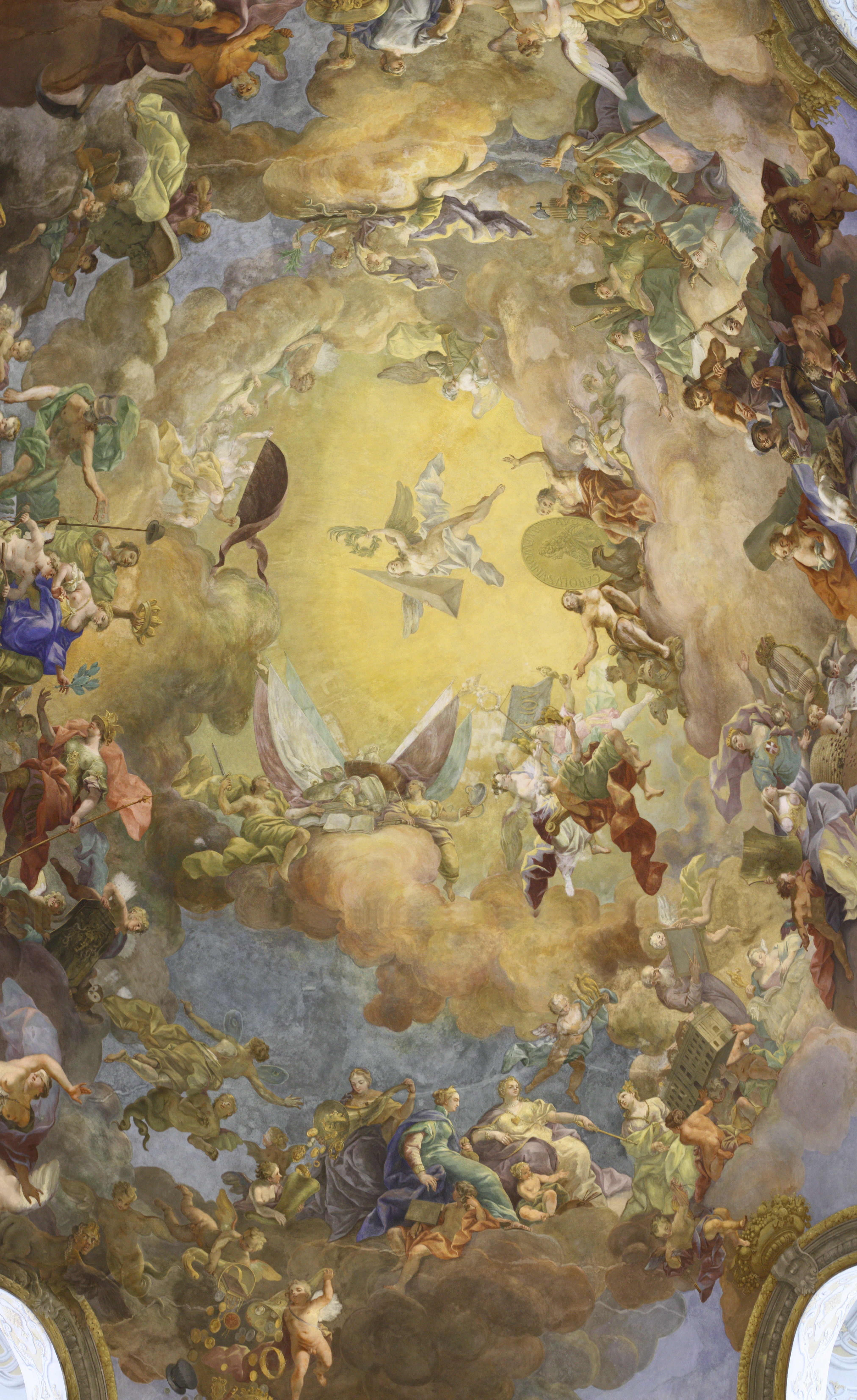

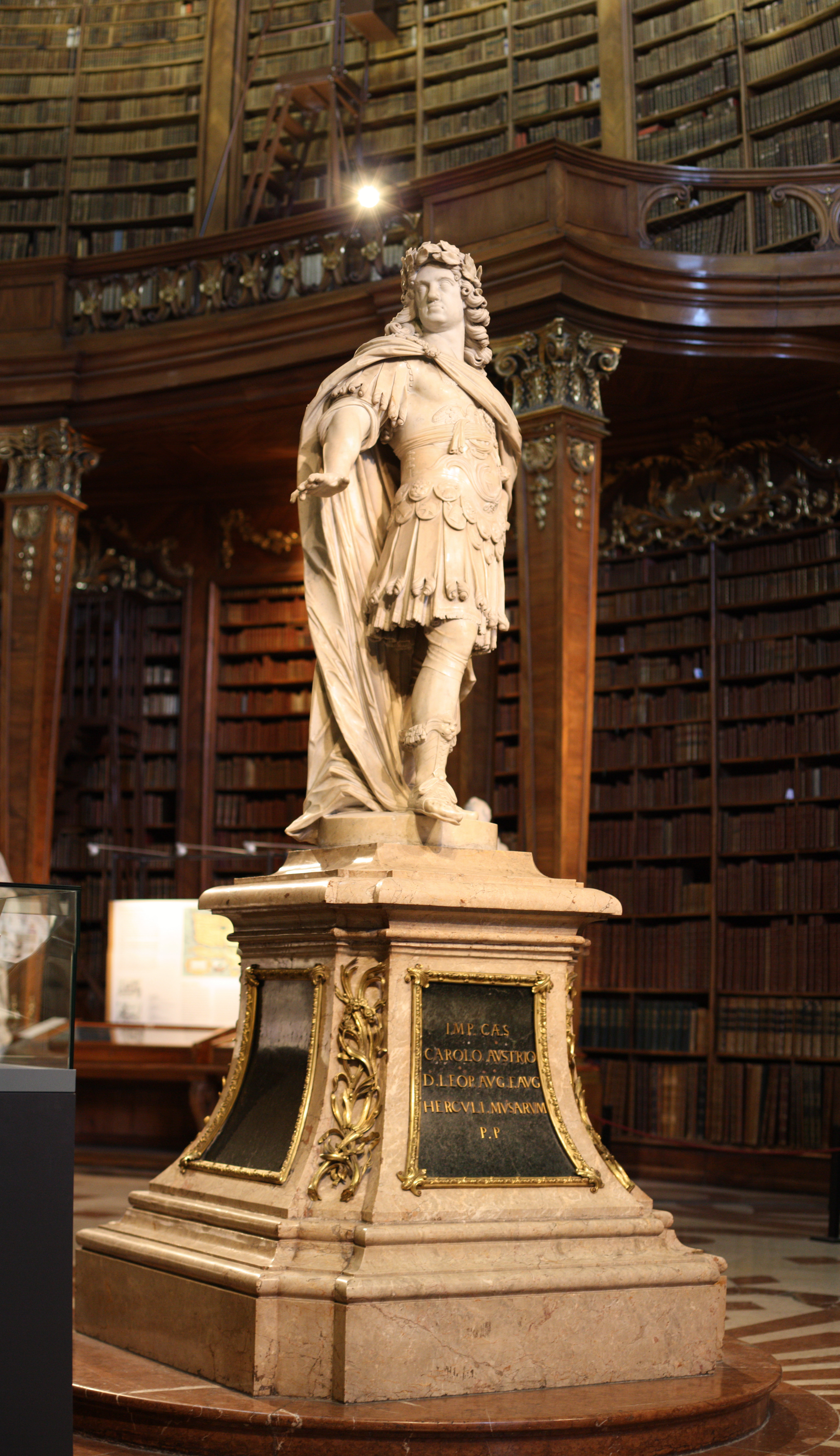
Kaiserstatue Karls VI. von Peter und Paul Strudel
Eines der meterhohen Bücherregale aus Nussbaumholz

## Sammlung

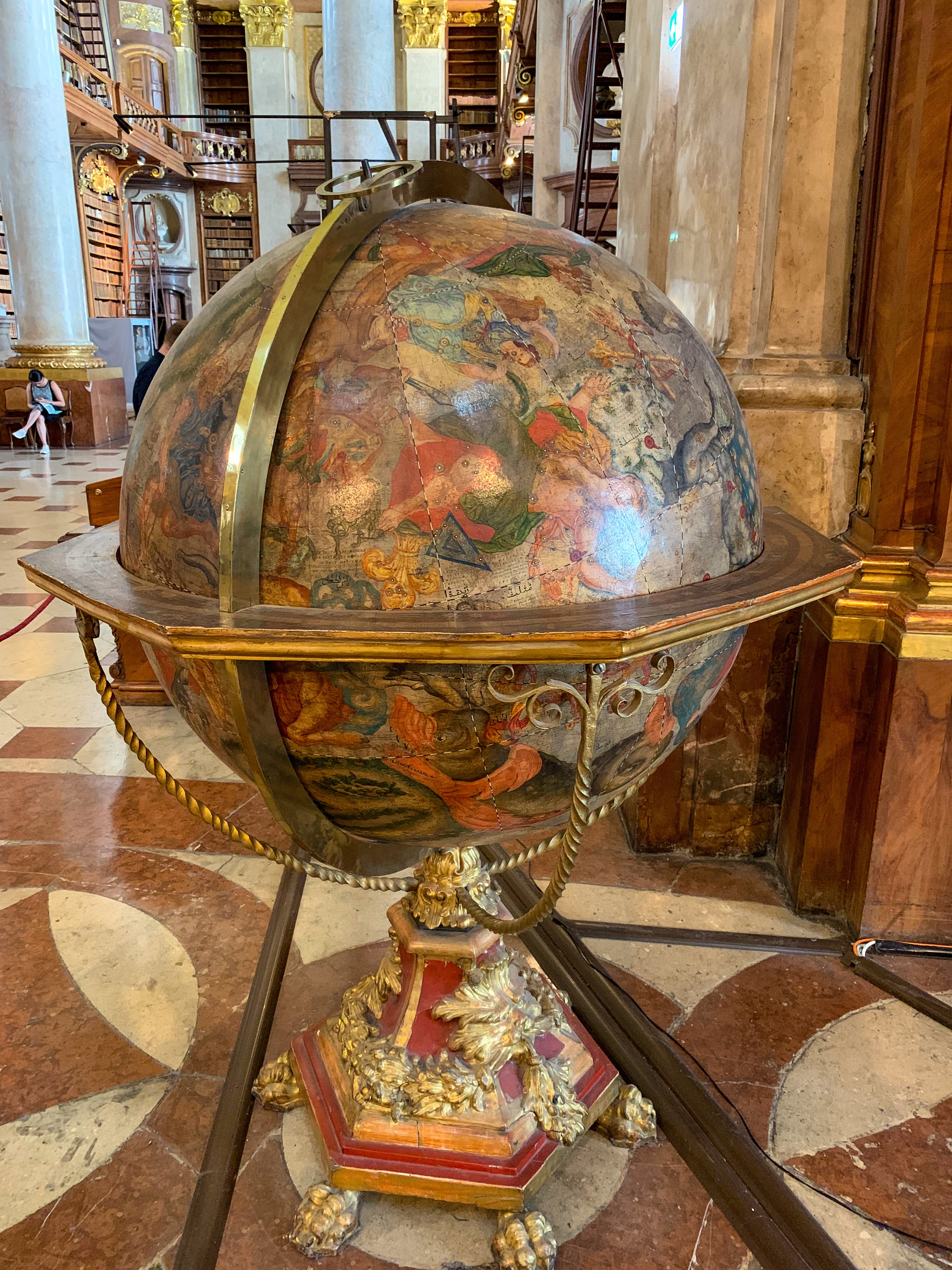
Globus im Prunksaal

Der Prunksaal beherbergt etwa 200.000 Bücher aus einem Zeitraum von 1501 bis 1850. Darunter befindet sich die Sammlung des Prinzen Eugen von Savoyen, deren 15.000 Bände in roten, blauen und gelben Maroquin eingebunden sind. Die Bibliothek gehört als Universalbibliothek der damaligen Zeit zu den wertvollsten Büchersammlungen der Welt. Ferner stehen in der Bibliothek die Kaiserstatuen von Peter und Paul Strudel sowie vier Globen von Vincenzo Coronelli. 1735 gestaltete Antonio Corradini die zentrale Statue von Karl VI. als Römisch-Deutschem Kaiser im Zentrum des Prunksaales der Hofbibliothek. Die Schränke bestehen aus Nussholz.